# Roberto Cessi

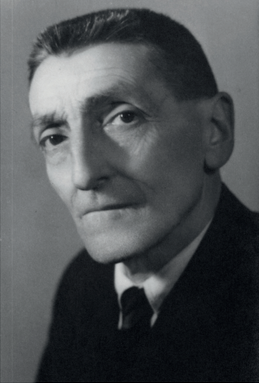
Porträt Cessis

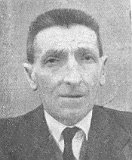
Roberto Cessi, 1948

Roberto Cessi (* 20. August 1885 in Rovigo; † 19. Januar 1969 in Padua) war ein italienischer Historiker mit dem Schwerpunkt venezianische Geschichte. Zugleich war er Politiker und Angehöriger der Resistenza ab 1943. In der Zeit zwischen etwa 1930 und 1960 galt er geradezu als „personificazione della storia di Venezia“ (Ivetic), als ‚Personifikation der Geschichte Venedigs‘.

## Leben und Wirken
Roberto Cessi war Sohn des Malers Riccardo Cessi (1840–1913) und seiner Frau Clementina Moretti.
Zunächst Mitarbeiter am Staatsarchiv Venedig und Gymnasiallehrer, wurde er 1922 Professor für Wirtschaftsgeschichte, 1925 Ordinarius für Mittlere und Neuere Geschichte an der Universität Padua.
Seit 1908 war er Mitglied des Partito Socialista Italiano, 1943 ging er in den Untergrund und in der Ersten Legislaturperiode der Republik Italien war er Abgeordneter in der Camera dei deputati für den Wahlkreis Verona-Vicenza-Padova-Rovigo.
Cessi edierte zwischen 1927 und 1941 zahlreiche mittelalterliche Quellen zur Geschichte Venedigs und seiner Territorien in 15 Bänden. Der zeitliche Rahmen seiner Aufsätze und Bücher reicht vom Frühmittelalter bis zur Einigung Italiens im 19. Jahrhundert, daneben hat er auch Martin Luther eine Monographie gewidmet. 1941 war insofern eine Wende, als er nun, auf der Grundlage seiner jahrzehntelangen Quellenarbeit, ein übergreifendes Werk verfasste, seine Storia della repubblica di Venezia in zwei Bänden, die 1944 und 1946 erschienen (eine zweite, erweiterte Ausgabe erschien 1968).
Seine Dominanz in der Geschichtsdeutung nahm ab 1956 ihr Ende, als La società veneta alla fine del Settecento von Marino Berengo erschien, Vertreter einer neuen Generation von Historikern. Während Cessis Freund Gino Luzzatto die Betrachtung der Geschichte aus dem herrschaftlichen Blickwinkel Venedigs – Aufstieg, Stagnation, Niedergang; Beherrschung des Kolonialreichs, Rolle des Adels – und seiner führenden Männer seit jeher negiert und die Rollen der Gesellschaften, der Herrschaftsgebiete und der ökonomischen Entwicklung betont hatte, verharrte Cessi in seinem „monolithischen“ Geschichtsbild.
Cessi war socio nazionale der Accademia dei Lincei, Vorsitzender der Deputazione Storia Patria delle tre Venezie und Mitglied des Consiglio Superiore degli Archivi di Stato. Dem Istituto Veneto di Scienze, Lettere ed Arti gehörte er ebenfalls als Mitglied an.
Im Juni 2000 wurde er in das Ehrengrab der Universität auf dem Hauptfriedhof von Padua umgebettet.

## Schriften (Auswahl)

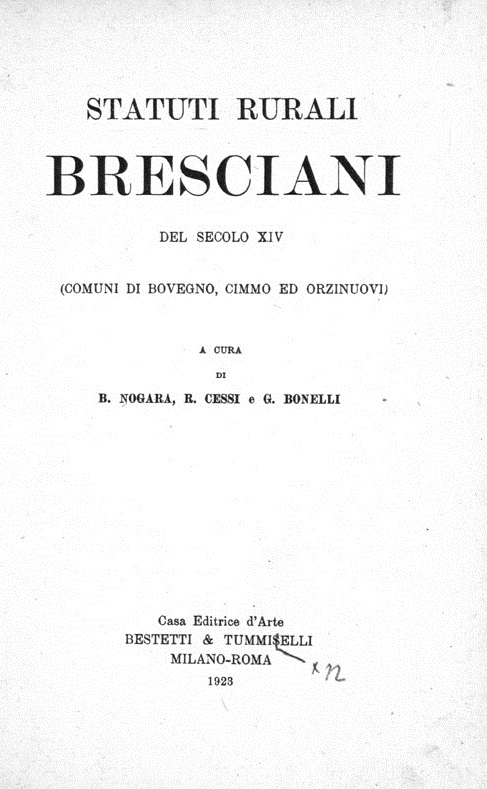
Statuti rurali bresciani del secolo XIV, 1923

- Un passo dubbio di Ennodio, Gallina, Padua 1905.
- Venezia e l’acquisto di Nauplia ed Argo, in: Nuovo Archivio Veneto, n.s. 30 (1915) 147–173.
- (Hrsg.): Statuti rurali bresciani del secolo XIV, Bestetti e Tumminelli, Mailand/Rom 1923. (online)
- Theodoricus inlitteratus, in: Miscellanea di studi critici in onore di V. Crescini, Cividale 1927, S. 211–236.
- (Hrsg.): Deliberazioni del Maggior Consiglio [fino al settembre 1299], Forni, Bologna 1931–1950.
- (Hrsg.): Dispacci degli ambasciatori veneziani alla corte di Roma presso Giulio II (25 giugno 1509 - 9 gennaio 1510), Venedig 1932.
- (Hrsg.): Documenti relativi alla storia di Venezia anteriori al Mille, 2 Bde., Padua 1940 und 1942 (ND Venedig 1991). (Digitalisat, Bd. 1)
- La Repubblica di Venezia e il problema adriatico, Edizioni Scientifiche Italiane, Neapel 1953.
- Martino Lutero, Einaudi, Turin 1954.
- (Hrsg.): Le Deliberazioni del Consiglio dei Rogati (Senato, Serie Mixtorum), 2 Bde., Deputazione di Storia Patria per le Venezie, Venedig 1960, 1961.
- Venezia ducale, Bd. 1: Duca e popolo, Bd. 2.1: Commune Venetiarum, Deputazione di Storia Patria per le Venezie, Venedig 1963, 1965.
- (Hrsg.): Venetiarum historia vulgo Petro Iustiniano Iustiniani filio adiudicata, Deputazione di Storia Patria per le Venezie, Venedig 1964.
- Storia della Repubblica di Venezia [nuova edizione riveduta ed ampliata] (= Biblioteca Storica Principato, 26), Giuseppe Principato, Mailand/Messina 1968.
- Giampietro Tinazzo (Hrsg.): Bibliografia degli Scritti di Roberto Cessi (1904–1969), in: Archivio Veneto ser. 5, 84 (1969) 237–274.